# Neo Geo CD
La Neo Geo CD (en japonés: ネオジオ, romanizado: CD Neo Jio Shī Dī) es una consola de sobremesa de 16 bits desarrollada por SNK. Sus características técnicas son casi idénticas a las de su predecesora, la Neo Geo AES (de cartuchos).

## Historia
Dado el alto precio de los juegos en cartucho para la Neo Geo original, en 1994, SNK decidió construir un modelo con lector de CD con el fin de abaratar los precios y llegar a un sector mayor de público.
El Neo Geo CD se presentó por primera vez en el Tokyo Toy Show de 1994. Esta utilizó la misma configuración de CPU que los sistemas AES y MVS, lo que facilitó en gran medida las conversiones, de hecho, SNK planeó lanzar versiones en CD de todos los juegos de Neo Geo que aún están en las salas recreativas.

### Versiones
Se lanzaron tres versiones del CD de Neo Geo:
1. Una versión de carga de discos de bandeja coloquialmente conocida como “Front Loader”, esta lanzada solo en Japón,
2. Una versión internacionalizada para carga superior de discos, coloquialmente conocida como “Top Loader”
3. Una versión mejorada del Front Loader con doble velocidad de carga más rápida, también lanzada solo en Japón.

### Compatibilidad “Interregional”
Las tres versiones del sistema no tienen bloqueo regional, siendo, de hecho compatibles entre regiones. Esto provocaba que algunos juegos se mostrarán tanto en idioma inglés o japonés dependiendo de la configuración de la región de la consola. 
La máquina seguía siendo bastante costosa (costando alrededor de unos 480 euros). Sin embargo, los juegos, que podían costar entre 120 y 300 euros en cartucho, pasaron a costar unos 60 euros en CD.

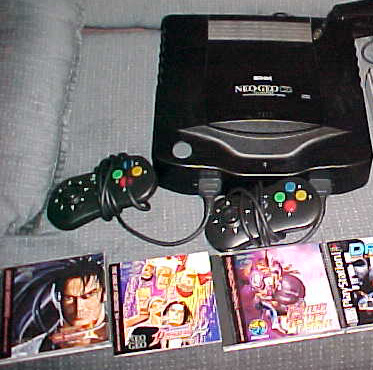
El sistema con cuatro juegos.

### Gamepad
Para esta consola se rediseñó el mando de control. En lugar del joystick original, SNK fabricó un pad similar al de Mega Drive o Super Nintendo, con una pequeña palanca direccional en lugar de la típica cruceta.

### Neo Geo CDZ

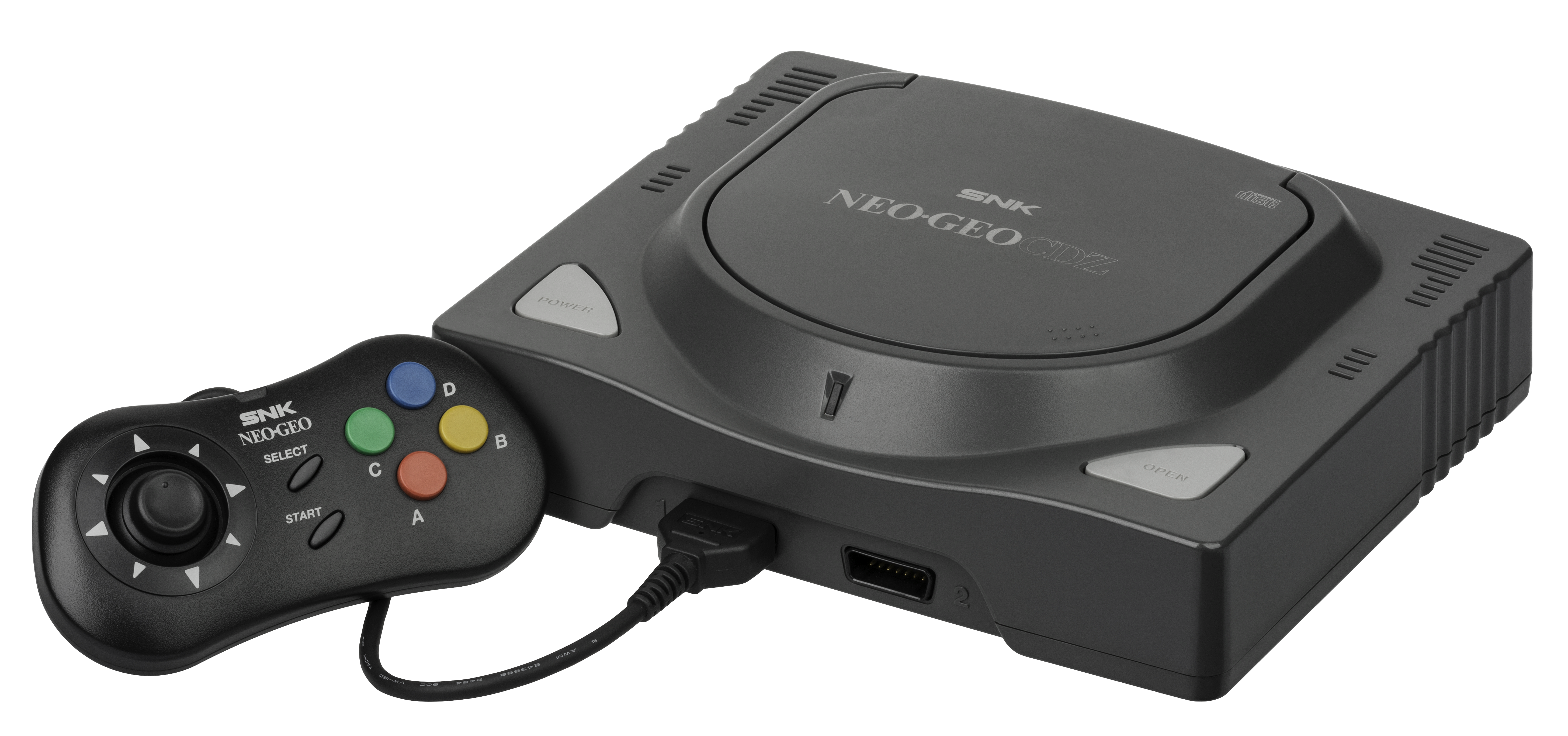
Fotografía de la Neo Geo CDZ junto a su control.

El CDZ fue lanzado el 29 de diciembre de 1995 como un reemplazo del mercado japonés para los esfuerzos anteriores de SNK. Este solo se vendió oficialmente en Japón; sin embargo, sus tiempos de carga más rápidos lo hicieron una importación deseable para los entusiastas tanto en Europa como en América del Norte.
Sus especificaciones técnicas son idénticas a las de los modelos anteriores, excepto que incluye una unidad de CD-ROM de doble velocidad y diferentes circuitos controladores de CD.

### Declive
El alto precio de la máquina hizo que las preferencias de los usuarios se dirigieran a las consolas de 32 bits PlayStation o Sega Saturn, quienes eran tecnológicamente más avanzadas con su tecnología en 3D, frente a una consola que aún seguía manejando exclusivamente gráficos en 2D.

## Juegos

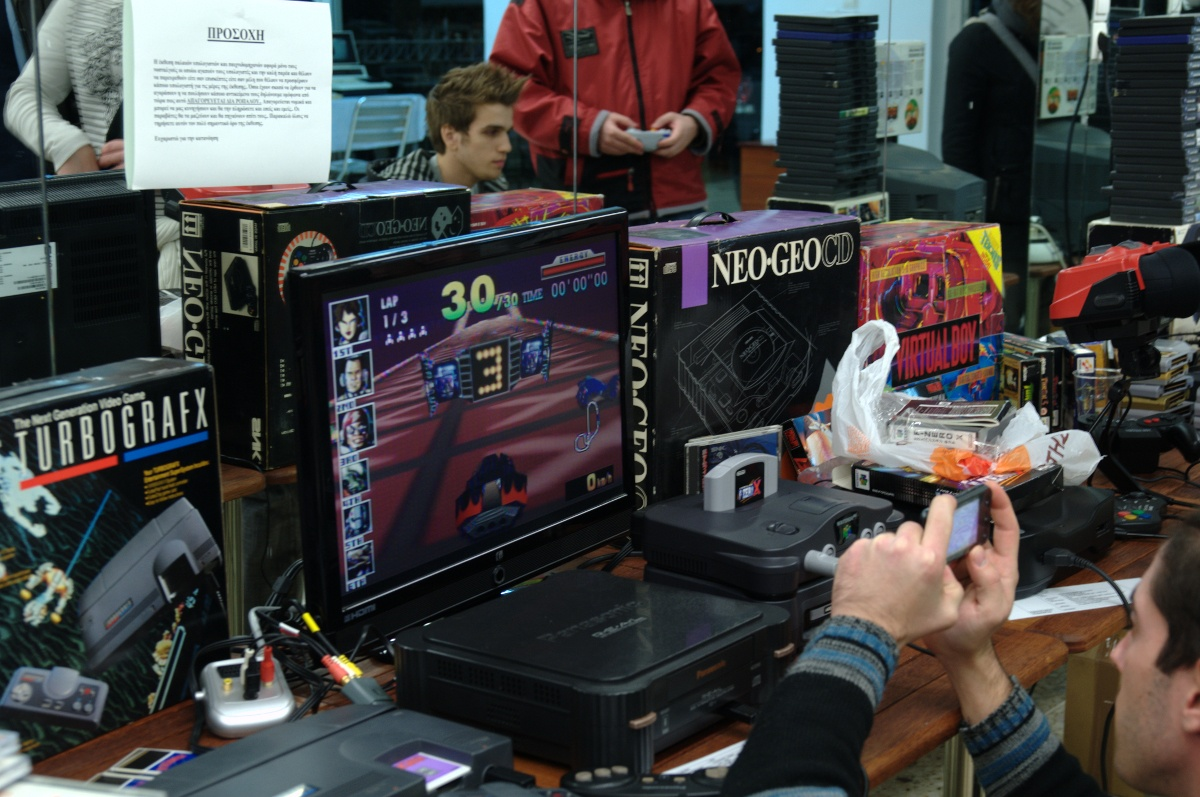
A la derecha, caja del Neo Geo CD

La mayoría de juegos disponibles para Neo-Geo AES salieron a la venta en formato CD, con algunas excepciones (sobre todo los más modernos). Estas versiones en CD eran generalmente idénticas al original (con tiempos de carga aparte), aunque en varias ocasiones se tuvo que recurrir a suprimir cuadros de animación en los personajes para que juegos que manejaban volúmenes de información enormes (originalmente almacenados cartucho, lo que implica tiempos de acceso ostensiblemente más cortos) pudieran ejecutarse en la nueva máquina.
A pesar de esto, la consola contaba con 7 MB de memoria RAM, lo que permitió que las conversiones provenientes de juegos programados originalmente para Neo-Geo AES tuvieran cambios poco perceptibles, dando como resultado adaptaciones con menos sacrificios gráficos con respecto a consolas con hardware más reciente, como Playstation o Saturn, esto debido a la menor cantidad de memoria RAM con la que contaban estos equipos. Ampliaciones de RAM para Saturn con cartuchos de hasta 4MB de RAM adicionales permitieron resultados parecidos.
Por otra parte también hubo juegos exclusivos para Neo Geo CD como, por ejemplo, Samurai Shodown RPG/Samurai Spirits RPG o Crossed Swords 2.

### Juegos exclusivos
- Chotetsu Brikin'ger
- ADK World
- Zintrick
- Neo Geo CD Special
- Samurai Spirits RPG
- Crossed Swords 2

## Versiones de la consola
La primera versión era de carga frontal, con la bandeja motorizada, de la cual sólo se fabricaron 30 000 unidades, por lo que hoy se la considera una rareza.
Luego se optó por fabricar un modelo con carga manual superior para abaratar los costes y que es la versión más conocida.
Más tarde aparecería la Neo Geo CDZ. De esta consola se cree erróneamente que disponía de un lector de velocidad 2x, pero la verdad es que seguía siendo de velocidad 1x con una memoria caché mejorada para optimizar los tiempos de carga. Aun así éstos seguían siendo muy altos.

## Especificaciones técnicas
- CPU Principal: Motorola 68000 (16 bits) a 12 MHz
- CPU Secundaria: Zilog Z80 (8 bits) a 4 MHz
- Paleta de colores de 65.536
- Colores en pantalla: 4.096
- Sprites en pantalla: 380
- Resolución de pantalla: 320 x 224 píxeles
- Memoria interna: 7MB (56Mbits)
- Sonido: Chip Yamaha con 15 canales (7 digitales, 4 FM Synth, 3 PSG, 1 ruido)
- Lector CD 1x
- Memoria interna para guardar partidas